# 苏尔茨巴赫-劳芬
苏尔茨巴赫-劳芬是德国巴登-符腾堡州的一个市镇。总面积43.95平方公里，总人口2521人，其中男性1284人，女性1237人（2011年12月31日），人口密度57人/平方公里。